# Alibéta
Saliou Waa Guendoum Sarr, connu sous le nom d'Alibéta (né le 12 mars 1983 à Tambacounda, Sénégal), est un musicien, cinéaste, écrivain, compositeur et interprète sénégalais multidisciplinaire,,. Il est issu d'une famille de musiciens, notamment Felwine Sarr et Sahad Sarr,, et a grandi dans les îles du Saloum, à Niodior, au Sénégal. Il a adopté le nom d'artiste Alibéta, un anagramme de Talibé, car il s'identifie comme un chercheur, un explorateur et un voyageur,,. Il a fondé les initiatives et espaces culturels communautaires KENU Lab'Oratoire et Artiste du Daanu dans le quartier de Ouakam à Dakar.

## Éducation
Alibéta a commencé à jouer de la musique à l'âge de 11 ans, apprenant les bases auprès de son frère aîné. Pendant ses années de secondaire, il a rejoint la chorale du club d’anglais, a commencé à composer ses propres chansons et s'est produit sur scène. Lors de ses études à l'université Cheikh-Anta-Diop, il s'est impliqué dans le théâtre, fusionnant performance et musique. Il a ensuite encadré la troupe de théâtre du lycée Lamine Guèye et a mis en scène plusieurs productions, dont Bwakamambé et Akiboulane, une adaptation de Une Saison au Congo d'Aimé Césaire. À l’université, il a également participé à un atelier de recherche théâtrale, où il a été encadré par les dramaturges Lucien Lemoine et Jacqueline Lemoine.

## Musique
Il est un chanteur et multi-instrumentiste, jouant principalement de la guitare, de la flûte et du gimbri. Il a sorti plusieurs singles, dont Wiri Wiri et Gòor Gòorlu. Son album Ñun explore les thèmes de la connexion, de l’ancestralité et de la communauté,,,.
La musique d'Alibéta est ancrée dans les traditions africaines tout en fusionnant des influences mondiales. Il décrit son style comme Man Groove, un mélange du patrimoine musical sérère et bambara avec des éléments de jazz, hip-hop, reggae, blues et afrobeat. Son travail intègre des sons et des récits du Sénégal, du Mali et de la Mauritanie,. À travers ses paroles, il promeut l'unité, la conscience de soi et l'engagement social, plaidant pour un monde au-delà des divisions raciales, religieuses et nationales.
Avec Ibaaku, un artiste sénégalais multidisciplinaire qui fusionne musique électronique et expérimentale et avec qui Alibéta partage une histoire de collaborations,,,, il a créé le label indépendant Miziku Tey Records.

## Travail cinématographique
Alibéta a commencé à réaliser des films pour redéfinir les perceptions de l'Afrique et de sa jeunesse. Ses films explorent des thèmes tels que l'identité, la migration et le patrimoine culturel, mêlant souvent documentaire et fiction. À travers des collaborations avec des cinéastes africains et européens, il souligne l'importance d'une narration dirigée par des Africains. Alibéta s'est également lancé dans le jeu d'acteur, apparaissant notamment en tant que chauffeur de taxi dans le film Yao sorti en 2018, aux côtés d'Omar Sy, Fatoumata Diawara et Germaine Acogny,.

### Masques Démasqués
Il a réalisé Masques Démasqués (2008) dans le pays Dogon du Mali en partenariat avec Deutsche Welle, ainsi que Coup de Filet (2011), un film sur la pêche et l'immigration, présenté au Forum Social Mondial. Il continue de travailler sur de nouveaux projets, privilégiant les documentaires pour défier les stéréotypes et offrir de nouvelles perspectives sur l'Afrique,.

### Life Saraba Illégal
Il a passé huit ans à documenter le parcours de deux jeunes hommes migrants en Europe pour le documentaire Life Saraba Illégal, sorti en 2015,. Le film explore le voyage des frères Aladji et Souley, originaires d'une petite île de pêche au large du Sénégal, alors qu'ils poursuivent le rêve d'atteindre l'Europe, connue en Afrique de l'Ouest sous le nom de Saaraba, la "terre promise".

### Doxandeem, les chasseurs de rêves
L'autre film d'Alibéta, Doxandeem, les chasseurs de rêves, est un documentaire de 88 minutes, sorti en 2023,,. Il explore les thèmes de l'identité, du retour et des effets transformateurs de la migration sur les individus et leurs communautés, en mettant en lumière ceux qui défient les normes et inspirent le changement social,. Le film met en avant la migration comme un droit humain fondamental et souligne l'importance de la libre circulation à travers les frontières. Le concept de doxandem (aventurier) est central dans le film. Il présente également une composante musicale importante, avec une bande sonore composée par Alibéta et Ibaaku.

## Engagement culturel
Passionné par la politique culturelle, Alibéta plaide pour un investissement accru dans les arts en tant que moteur du développement. Ces dernières années, il s'est concentré sur KENU Lab'Oratoire des Imaginaires,,, un laboratoire interdisciplinaire collaboratif, ainsi que sur le Hub Artiste du Daanu, un espace culturel communautaire et un espace de co-working à l'intersection de l'art, de la culture, de l'entrepreneuriat et de la recherche à Dakar, Sénégal. Dans ce cadre, il travaille également en tant qu'éducateur et commissaire pour renforcer la collectivité à travers les arts et développer des manières de vivre communes.